# Kurängen
'Kurängen (finska: Kuurinniitty) är en stadsdel i Esbo stad och hör administrativt till Gamla Esbo storområde. 
Namnet Kurängen bottnar i ett gammalt odlingsnamn som finns nämnt redan år 1691 i formen Kur åkern. Den nuvarande bosättningen i Kurängen uppstod i slutet på 1930-talet. Det finns nästan enbart egnahemshus i stadsdelen, många av dem byggda på 1950-talet. På senare tid har det byggts nya egnahemshus. De flesta gatunamn har namngivits efter metaller. 